# 다케시키촌
다케시키촌(竹敷村)은 나가사키현 시모아가타군에 있던 촌이다. 

## 지리
쓰시마섬 중부에 위치한다

## 역사
- 1908년 4월 1일 - 도서정촌제 시행에 의해 시모아가타군 다케시키촌이 성립하였다.
- 1932년 4월 1일 - 게치촌에 편입해, 다케시키촌은 소멸하였다.

## 지리
- 오자키(尾崎)
- 구로세(黒瀬)
- 시마야마(島山)
- 다케시키(竹敷)
- 히루가우라(昼ヶ浦)

## 참고문헌
- 角川日本地名大辞典 42 長崎県
- 平山棐 編『津島紀事』350頁-414頁（1917年）国立国会図書館デジタルコレクション
- 長崎縣告示第二百二十號『下県郡竹敷村を廃しその区域を雞知村に編入の件 보관됨 2018-08-26 - 웨이백 머신』長崎県公報 昭和7年3月28日付